# Werbka (obwód wołyński)
Werbka (ukr. Вербка) – wieś na Ukrainie w rejonie kowelskim obwodu wołyńskiego.
Wieś królewska Wierbka położona była w połowie XVII wieku w starostwie niegrodowym kowelskim w województwie wołyńskim.